# Tokugawa Yoshinobu
Det här är en artikel om en person med japanskt personnamn; Tokugawa är familjenamnet.

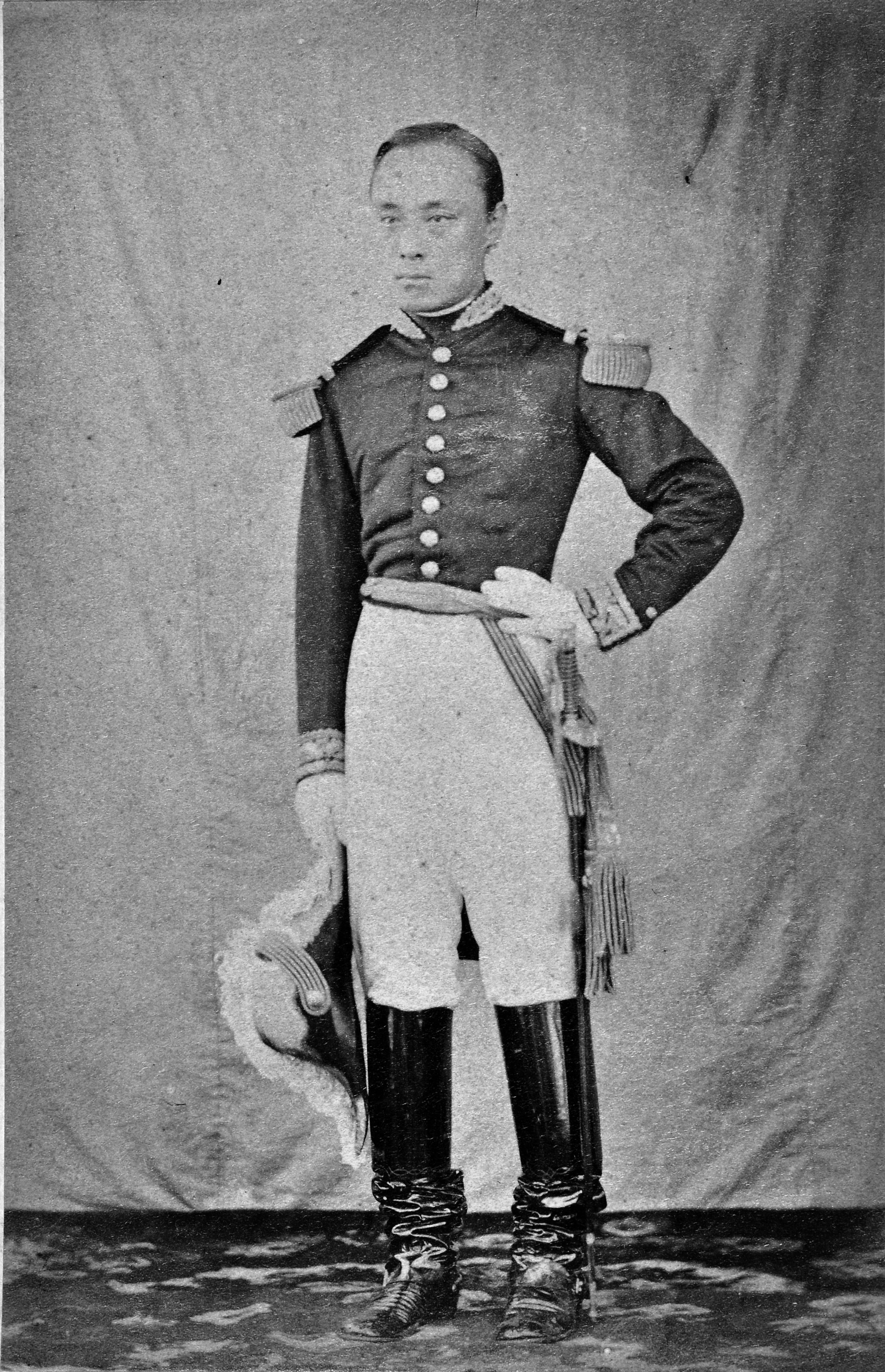
Tokugawa Yoshinobu i fransk uniform.

Tokugawa Yoshinobu (徳川慶喜) (även känd som Hitotsubashi Keiki) född som Tokugawa Keiki den 28 oktober 1837 i Edo, död 22 november 1913 i Tokyo, var den femtonde och sista shogunen av Tokugawashogunatet som styrde Japan under Edoperioden.  

## Biografi
Tokugawa Keiki var det sjunde sonen till daimyon (länsherren) av Mito, Tokugawa Nariaki, men adopterades in i Hitotsubashi, en annan gren av Tokugawa-klanen. Han blev 1847 huvudman av Hitotsubashi-ätten, och 1858 förespråkade hans far honom som en möjlig efterträdare till shogunen, Tokugawa Iesada. Istället valdes den mer moderata kandidaten Tokugawa Iemochi, och Keiki och hans reformistiska anhängare sattes i husarrest. 
På grund av den hårda kritiken mot shogunatets eftergiftspolitik gentemot USA och Europa och krav på mer kejserligt inflytande i politiken utnämndes Keiki 1862 till shogunens förmyndare genom kejserligt påbud. Han vidtog genast åtgärder för ökat samarbete mellan det kejserliga hovet, shogunen, och de mäktigare länsherrarna. Samma år befriade han länsherrarna och deras familjer från skyldigheten att vistas i Edo, och juni 1863 gick han motvilligt med på att fördriva alla utlänningar från landet, ett beslut som dock blev uppskjutet september samma år. Han genomförde året efter en straffexpedition mot Choshu-länet, vars herrar öppet trotsat shogunatet. Ett liknande fälttåg 1865 misslyckades på grund av att många av de andra länsherrarna förvägrat honom assistans.
När shogun Iemochi plötsligt dog i Osaka erkändes Keiki som Tokugawa-klanens överhuvud av vasallerna, men tvekade länge om han skulle anta shogunstiteln. På kejsarens uppfordran tillträdde han den 6 januari 1867 som shogun med namnet Tokugawa Yoshinobu. Han drog omedelbart tillbaka sina trupper, inledde förhandlingar om riksfred med de mäktigare länsherrarna, och begärde bistånd från Frankrike. Vid denna tid dog också kejsar Komei, och efterträddes av sin son Mutsuhito under en förmyndare. Yoshinobu nedlade sitt ämbete november samma år men kvarstod som huvudman av Tokugawa och alla dess län, och mottog en fullmakt att tillfälligt fortsätta styra riket i kejsarens namn. Ledarna för Satsuma och Choshu tog dock över kejsarpalatset i Kyoto, myndigförklarade kejsaren, och anklagade Yoshinobu för högförräderi. Detta ledde till inbördeskrig, men när de kejserliga trupperna anföll shogunshuvudstaden Edo kapitulerade han, avstod från sina län, och tilläts dra sig tillbaka. 1897 återvände han till Tokyo, och 1902 adlades han till koshaku (ungefär motsvarande furste eller hertig) i det nya adelssystemet som skapats efter Meijirestaurationen.

## Galleri

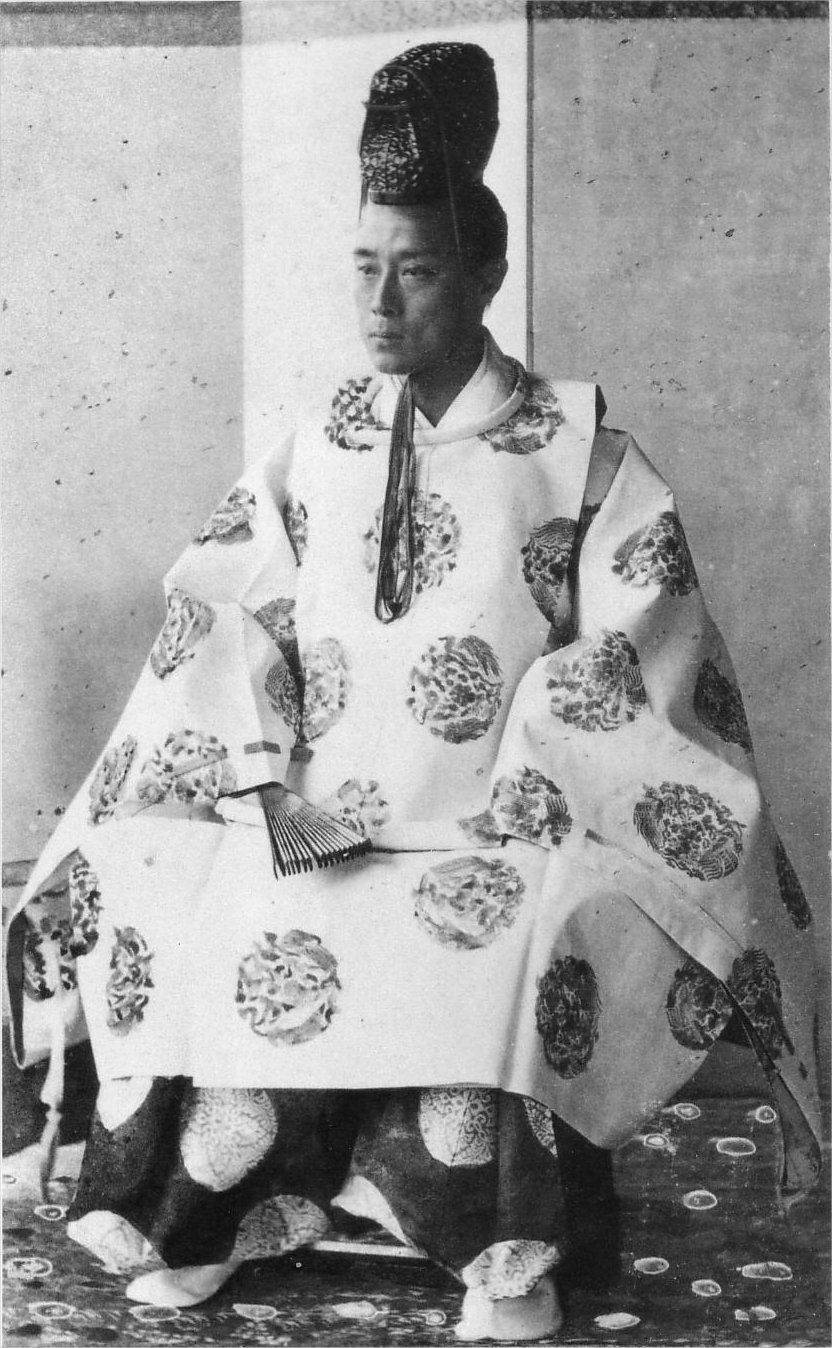
Tokugawa i Osaka, 1867
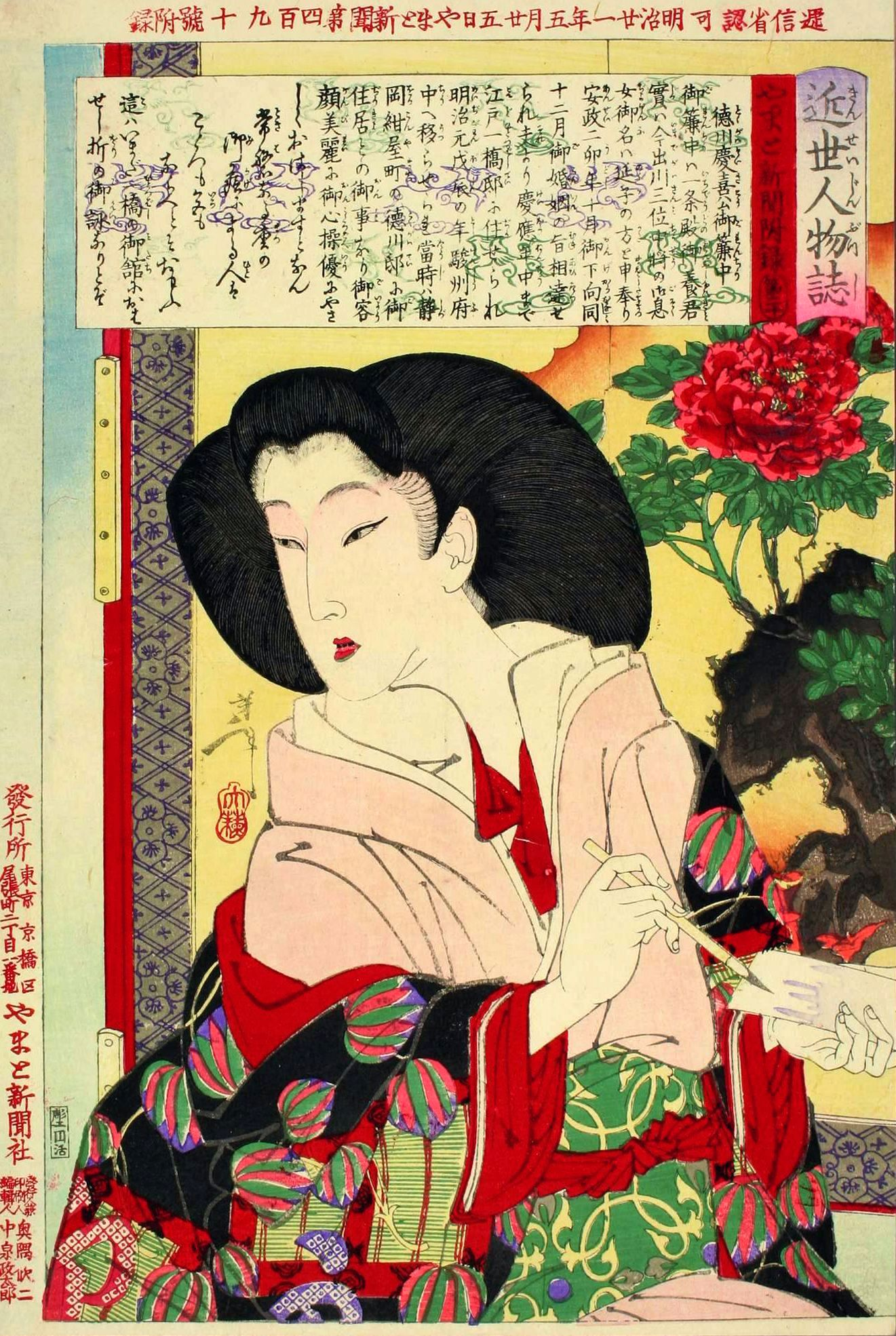
Tokugawa Mikako, Yoshinobus fru
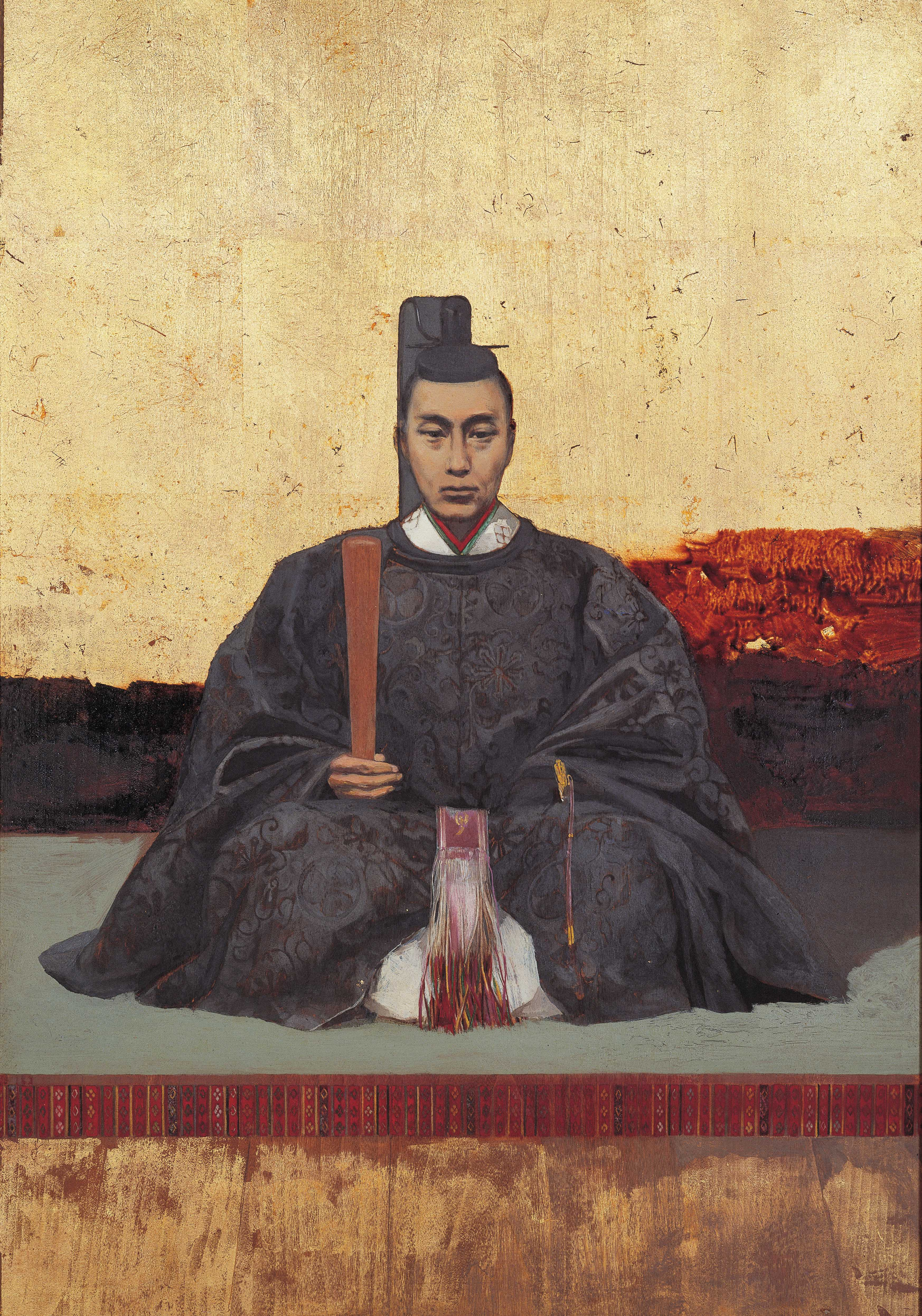
Teckning av Kawamura Kiyoo föreställande shogunen
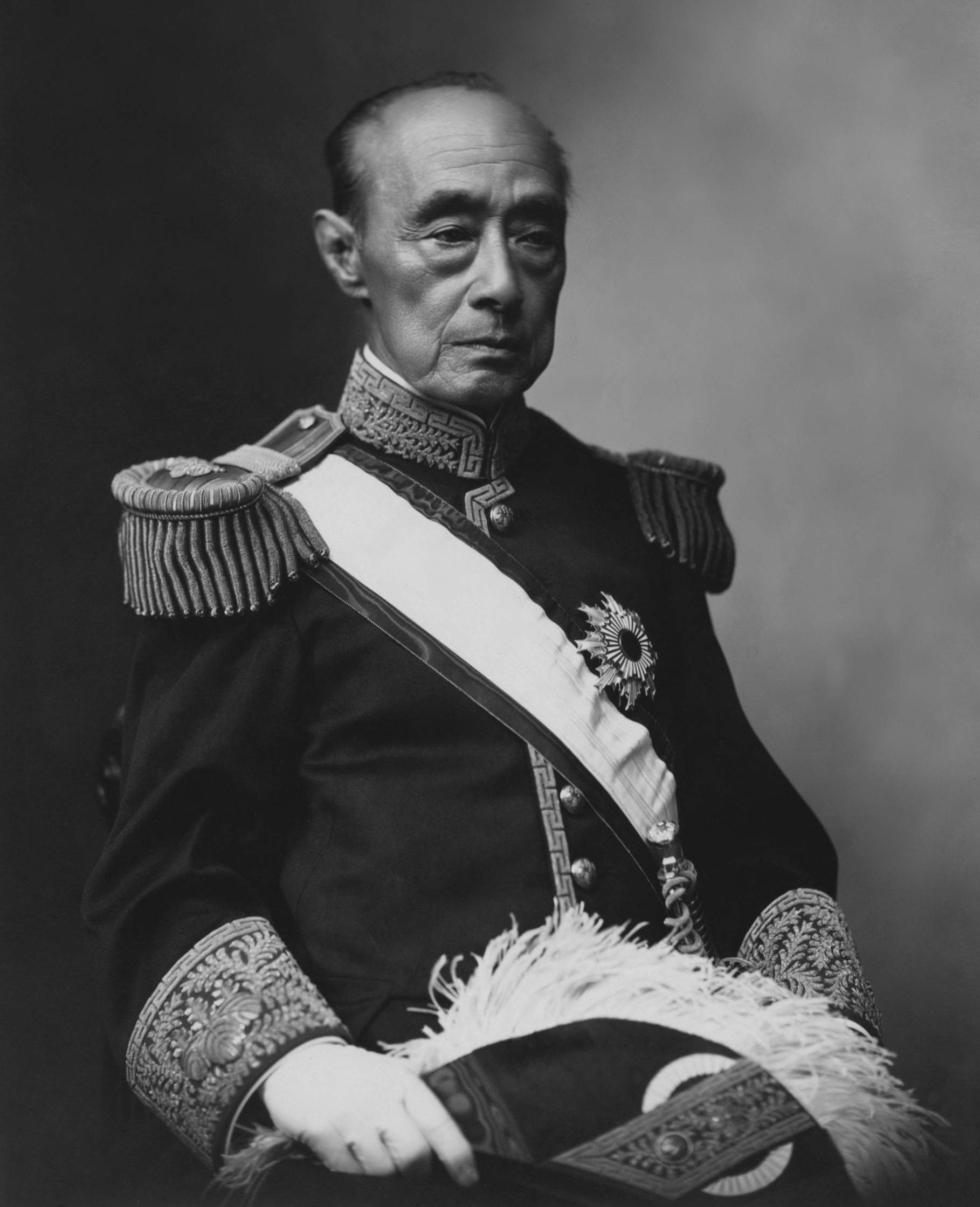
Tokugawa i japansk adelsuniform
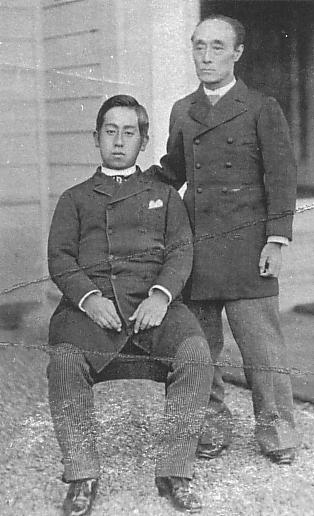
Yoshinobu och Iesato